# Цоциталь
Цоциталь, африк. Tsotsitaal — распространённый, но устаревший зонтичный термин для группы криминальных жаргонов городской молодёжи ЮАР, распространённых главным образом в тауншипах провинции Гаутенг, однако встречающихся и в других городских агломерациях по всей стране. В настоящее время наиболее известным из цоциталей является (иси)камто — жаргон Соуэто (здесь «иси» — префикс именного класса, поэтому в европейской передаче может опускаться).

## Название
Слово Tsotsi происходит из языка сесото, где оно в настоящее время означает «вор» или в целом «человек, ведущий преступный образ жизни» (в этом качестве слово употребляется, например, как кличка главного героя фильма «Цоци»). Вероятно, слово происходит от глагола «ho tsotsa», «точить», который позднее приобрёл смысл «вести преступный образ жизни». Слово taal на языке африкаанс означает «язык».
Ранее жаргон также был известен под названием Flytaal, однако здесь первый компонент — не английское слово «муха», а жаргонное слово из африкаанс «flaai», означающее «крутой», «находчивый».

## Грамматика и лексика
Лексика является смешанной — небольшая часть слов из африкаанс, большая — из близкородственных языков чёрного большинства (изначально преобладали тсвана и коса, в настоящее время доминируют зулу и сесото). В качестве грамматической основы может служить любой из упомянутых «чёрных» языков. Лексика активно развивается, в ней возникают неологизмы.

## История
Изначально жаргон Flaaitaal возник в 1940-е гг. в Софиятауне — в то время чёрном районе на западе Йоханнесбурга, который был известен как своей бурной «чёрной» культурой (в частности, джазом), так и высоким уровнем преступности. Жаргон основывался на африкаанс с добавлением ряда слов из тсвана, позднее в него стали попадать слова из зулу и других языков.
Флайталь был криминальным языком, его назначение состояло в том, чтобы сделать речь непонятной для полиции или потенциальных жертв. Когда в начале 1950-х гг. в результате политики апартеида Софиятаун был снесён, на его месте построен район для белой бедноты Триомф, а прежние чернокожие жители выселены в районы, выделенные для чернокожего населения, тогда флайталь распространился среди чёрной молодёжи, для которой он был символом сопротивления.
В 1970-е гг. произошёл упадок флайталя из-за того, что африкаанс, на котором он был основан, стал всё больше ассоциироваться с белыми угнетателями и апартеидом. В настоящее время флайталь вымирает, на нём говорят в основном старики.
В то же время на основе флайталя сформировалась группа жаргонов, известных под общим термином «цоциталь». В отличие от флайталя, эти языки базировались уже не на грамматике африкаанс, а на грамматике языков коренного населения. Самым известным из них стал ис(и)камто (Iscamtho или Isicamtho), распространённый в Соуэто — он основан на грамматике зулу или сесото.

## Социальный статус
Из-за своего возникновения в преступной среде цоциталь долгое время воспринимался как язык «только для мужчин». Женщина, говорившая на нём, воспринималась либо как подруга гангстера, либо как проститутка, либо как очень самостоятельная личность. В Соуэто, где преступность играла важную роль, искамто постепенно превратился из жаргона в основной язык общения, стирающий барьеры между довольно различными языками зулу и сесото. Существует целое поколение людей, говорящих на нём с детства. Также искамто постепенно распространяется среди женщин.
Искамто часто используется в поп-музыке (особенно в характерном для чернокожего населения жанре «квайто»), песни на нём демонстрируются по ТВ. Число говорящих на искамто в Соуэто достигает 0,5 млн человек.
Тем не менее, искамто до сих пор не имеет официального статуса в ЮАР, где официальными считаются 11 разных языков. Использование искамто в школе запрещено. Возникает парадоксальная ситуация, когда учитель преподаёт детям их «родные» языки зулу или сесото, а те недостаточно хорошо его понимают. Также существует проблема судебного перевода.